# 今西正雄
今西 正雄（いまにし まさお、1905年5月4日 - 1990年6月13日）は、日本の歴史学者。同志社大学名誉教授。

## 人物
1905年5月4日、京都市の西陣に織問屋を営む今西家の長男に生まれる。1928年、同志社大学法学部経済学科卒業。アメリカ合衆国やドイツに留学。1949年より同志社大学経済学部教授。専攻はドイツ経済史。1965年ころから「低開発」問題に関心をもち、ブラジル経済史、特にポピュリスト的指導者ヴァルガスの計画経済の研究にとりくむ。1976年の退職後は、同志社大学や他大学で後進の指導にあたった。1990年6月13日、ブラジルで逝去。享年85。

### 学歴
- 1922年3月 同志社中学校4年終了
- 1922年4月 同志社大学予科入学
- 1928年3月 同大学法学部経済学科卒業法学士の称号を受ける
- 1928年7月 コロンビア大学（アメリカ合衆国）経済学部大学院入学
- 1929年4月 クラーク大学（アメリカ合衆国）経済学部大学院入学
- 1930年4月 コロンビア大学ティチャス・カレッジ教育史学科入学
- 1930年9月 ベルリン大学（ドイツ）経済学部入学、W. ゾンバルト教授ゼミに参加
- 1931年4月 フライブルク大学（ドイツ）入学、K. ディール教授ゼミに参加

### 職歴
- 1932年4月 高橋亀吉経済研究所所員
- 1933年10月 同志社高等商業非常勤講師
- 1936年4月 同校助教授
- 1939年4月 同校教授
- 1945年4月 わかもと製薬K.K.企画部長
- 1945年11月 産業経済新聞外信部顧問
- 1947年4月 同志社大学予科教授
- 1948年4月 同志社大学教養学部教授
- 1949年4月 同志社大学経済学部教授
- 1953年4月 同大学大学院経済研究科教授、大阪商業大学経済学部講師兼任 (期間22年)
- 1957年4月 同経済研究科博士課程教授
- 1965年7-8月 日伯協会（サンパウロ）の招待により渡伯、サンパウロ大学および日伯協会で講演
- 1968年4月-6月 同志社大学経済学部長および同大学長代行（期間2ヶ月半）
- 1971年7-8月 日伯協会（サンパウロ）およびカトリック大学（サンパウロ）の招待により渡伯 カトリック大学おおび日伯協会で講演
- 1974年7-8月 日伯協会の「日本=サン・パウロ合同文化講演会」、メンデス総合大学（リオデジャネイロ）、およびヴァルガス大学院（サンパウロ）にて講演

## 注
1. ↑  (http://www.ajel-jalas.jp/kaihou/kaihou_pdf/038masked.pdf)